# 앨버트 R. 브로콜리
앨버트 로몰로 브로콜리(영어: Albert Romolo Broccoli, 1909년 4월 5일 ~ 1996년 6월 27일)는 20세기 미국의 영화 프로듀서이다. 칼라브리아주 출신의 이탈리아계 미국인 가정에서 태어났다. 이언 프로덕션의 공동창립자로 수십 편의 제임스 본드 영화를 프로듀싱하였다. 그의 사후 시리즈 프로듀싱은 딸 바버라 브로콜리가 이어가고 있다.

## 참여 작품
- 007 살인번호
- 007 위기일발
- 007 골드핑거
- 007 두 번 산다
- 007 여왕폐하 대작전
- 007 다이아몬드는 영원히
- 007 죽느냐 사느냐
- 007 황금총을 가진 사나이
- 007 썬더볼 작전
- 치티치티뱅뱅 (영화)
- 007 나를 사랑한 스파이
- 007 문레이커
- 007 유어 아이스 온리
- 007 옥터퍼시
- 007 뷰 투 어 킬
- 007 리빙 데이라이트
- 007 살인면허
- 007 골든 아이
- 007 문레이커

## 서훈
- 1981년 대영 제국 훈장 명예 3등급(honorary CBE, 외국인대상 정원외)

## 같이 보기
- 이언 플레밍